# Concurso Internacional de Piano Ciudad de Vigo

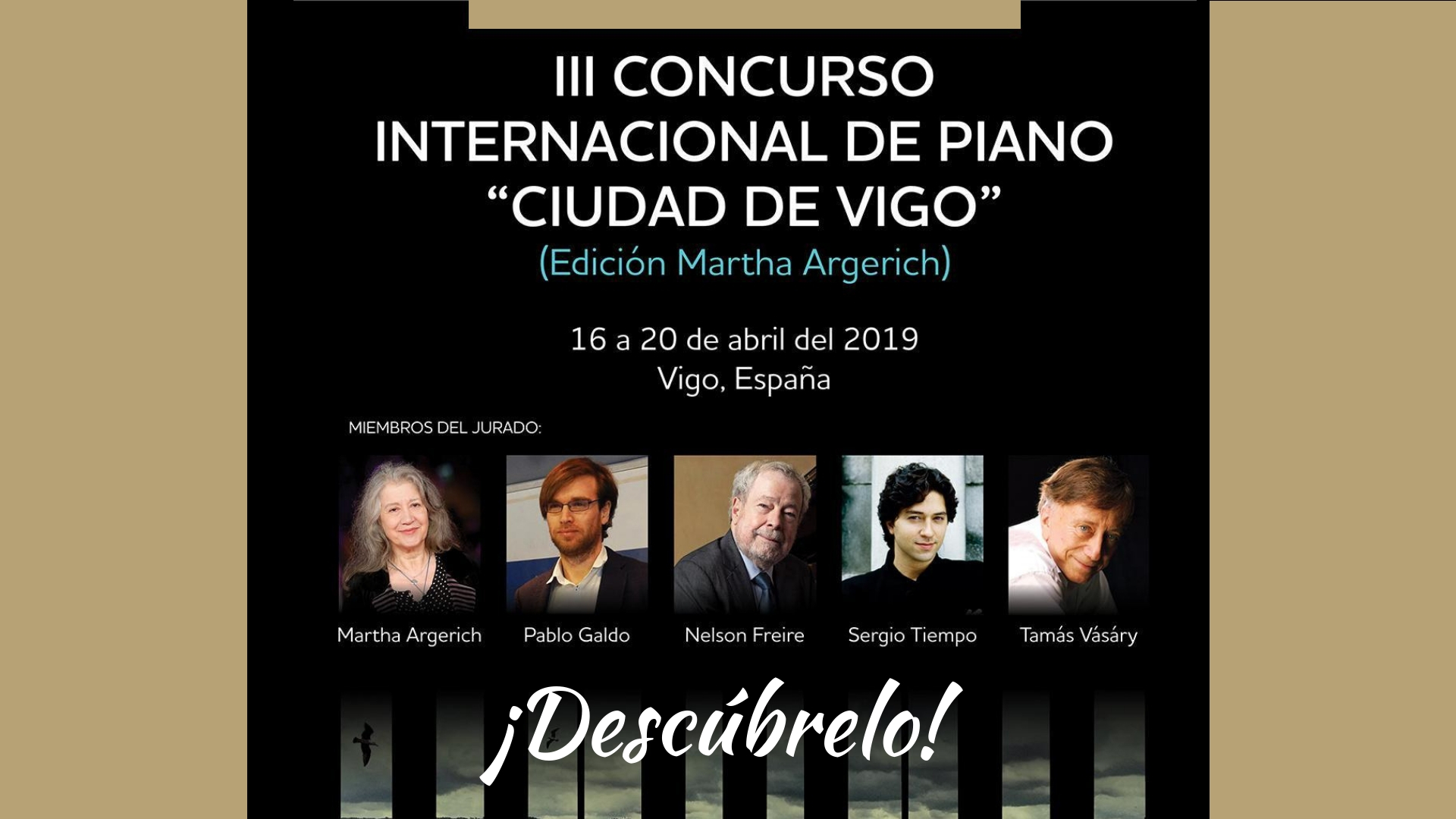
Jurado del III Concurso Internacional de Piano Ciudad de Vigo (2019)

El Concurso Internacional de Piano Ciudad de Vigo es una competición pianística que se celebra anualmente en la ciudad Vigo (Pontevedra, España). Su primera edición se celebró en el año 2017, y tuvo como ganador al pianista italiano Giulio de Padova.
En este concurso no existe límite mínimo ni máximo de edad. Además, el repertorio de los participantes es libre. En la edición de 2019 se han inscrito 381 participantes de muchas naciones; para hacer una preselección de los candidatos se realizaron pruebas con filmaciones. La organización del concurso la realiza la Asociación de Música Clásica de Galicia.
El Concurso ha tenido entre su jurado a pianistas procedentes de diversos países y escuelas, como Martha Argerich (Argentina), Nelson Freire (Brasil), Paul Badura-Skoda (Austria), Cyprien Katsaris (Chipre/Francia), Tamás Vásáry (Hungría), o Pablo Galdo (España). Este último es el fundador y director artístico del concurso.
La primera edición de este Concurso (edición Zoltán Kocsis) tuvo lugar en Vigo en el Auditorio Martin Códax, del 8 al 12 de abril de 2017, y contó con representantes de más de 20 países. 26 participantes pasaron a la semifinal y 7 de ellos llegaron a la final; dichos finalistas procedían de Alemania, España, Francia, Italia, Japón, Rusia y Ucrania. El jurado estuvo compuesto por los siguientes renombrados pianistas: Pablo Galdo (Presidente del jurado), Tamás Vasary, Luis Felipe Sá, Enrique Bagaria, Miguel Baselga,
La segunda edición (edición Alicia de Larrocha), tuvo lugar en Vigo en el Auditorio Martín Códax y en el Auditório del Concello de Vigo, del 24 al 28 de marzo de 2018. Contó con casi 200 participantes llegados de más de 30 países. 23 participantes pasaron a la semifinal y 6 de ellos llegaron a la final. Dichos finalistas procedían de Rusia, China, Rumanía y Japón. El jurado estuvo compuesto por grandes figuras a nivel mundial (Tamás Vásáry, Cyprien Katsaris, András Kemenes, Jorge Luis Prats y Pablo Galdo).
La tercera edición (edición Martha Argerich), tuvo lugar en Vigo en el Auditorio Martín Códax, del 16 al 20 de abril del 2019. Contó con participantes de 53 países, y se batió el récord de participación, con 381 participantes inscritos, de los que se hizo una selección. El jurado estuvo compuesto con Martha Argerich (presidenta del jurado), Nelson Freire, Tamás Vásáry, Pablo Galdo y Sergio Tiempo.
La cuarta edición (edición Nelson freire), tuvo que ser cancelada hasta en 2 ocasiones debido a la pandemia del coronavirus, y se celebrará finalmente en formato online del 15 al 19 de octubre de 2020. La participación fue de casi 300 participantes inscritos, de 47 países diferentes. El jurado, al igual que el año anterior, estuvo compuesto por Nelson Freire (presidente del jurado), Martha Argerich, Tamás Vásáry, Pablo Galdo y Sergio Tiempo
La quinta edición (edición Tamás Vásáry), se celebró del 25 al 28 de agosto del 2021, y se inscribieron casi 180 participantes de 43 países. El jurado estuvo compuesto por Pablo Galdo (presidente del jurado), Martha Argerich, Nelson Freire, Ednar Steen-Nokleberg, y Cyprien Katsaris, causando baja de última hora por enfermedad Nelson Freire, Tamás Vásáry y Martha Argerich.
La sexta edición (Radu Lupu), celebró su primera ronda del 7 al 15 de septiembre del 2022, y el 15 y 16 de octubre su semifinal y final, inscribiéndose unos 100 participantes de 30 países. El jurado estuvo compuesto por Pablo Galdo (presidente del jurado), Dmitri Alexeev, Gülsin Onay, Dina Yoffe, Leslie Howard y Maximino Zumalave , causando baja de última hora por enfermedad Leslie Howard.
La séptima edición (Vladimir Horowitz), celebró su primera ronda el 29 y 30 de abril del 2023, el 1 de mayo su semifinal, y el 2 de mayo su final, inscribiéndose más de 100 participantes de 29 países. El jurado estuvo compuesto por Pablo Galdo (presidente del jurado), Olli Mustonen, Cyprien Katsaris, Peter Donohoe, Akiko Ebi, causando bajas de última hora Idil Biret y Barry Douglas.

## Lista de ganadores
| Año  | Ganadores                   | Ganadores                                                 | Ganadores                                                                 |                              |
| Año  | Primer Premio               | Segundo Premio                                            | Tercer Premio                                                             | Cuarto Premio                |
| ---- | --------------------------- | --------------------------------------------------------- | ------------------------------------------------------------------------- | ---------------------------- |
| 2017 | Giulio de Padova (Italia)   | Yasuyo Segawa (Japón)                                     | Eva Gevorgyan (Rusia)                                                     |                              |
| 2018 | Vladimir Petrov (Rusia)     | Junyan Chen (China) y Anton Iashkin (Rusia)               | Feodor Amirov (Rusia) y Kenichiro Kojima (Japón)                          |                              |
| 2019 | Giorgi Gigashvili (Georgia) | Alim Beisembayev (Kazajistán)                             | Vasyl Kotys (Ucrania)                                                     |                              |
| 2020 | Alexei Petrov (Rusia)       | Timofey Dolya (Rusia) y Fabio Romano (Italia)             | Marta Papoian (Rusia) e Ido Zeev (Israel)                                 |                              |
| 2021 | Ilia Papoian (Rusia)        | Antonii Baryshevskyi (Rusia) y kaliya Kalcheva (Bulgaria) | Primavera Shima (Australia), Hana Igawa (Japón), y Kenny Fu (Reino Unido) |                              |
| 2022 | Diana Cooper (Francia)      | Rafael Kyrychenko (Portugal)                              | Kenny Fu (Reino Unido)                                                    | Mamikon Nakhapetov (Georgia) |
| 2023 | Miyu Shindo (Japón)         | Mamikon Nakhapetov (Georgia)                              | Danylo Saienko (Ucrania), Mertol Demirelli (Turquía)                      |                              |